# Ronde van Italië 1963
| Eindklassement      |                        |              |
| Algemeen klassement | Franco Balmamion       | 116h 50' 16" |
| Tweede              | Vittorio Adorni        | + 2' 24"     |
| Derde               | Giorgio Zancanaro      | + 3' 15"     |
| Vierde              | Guido De Rosso         | + 6' 34"     |
| Vijfde              | Diego Ronchini         | + 10' 11"    |
| Zesde               | Vito Taccone           | + 11' 50"    |
| Zevende             | Imerio Massignan       | + 16' 52"    |
| Achtste             | Guido Carlesi          | + 17' 08"    |
| Negende             | Graziano Battistini    | + 23' 38"    |
| Tiende              | Carlo Brugnami         | + 25' 36"    |
| (Bel)               | ... ()                 | + ..' .."    |
| (Ned)               | ... ()                 | + ..' .."    |
| Rode Lantaarn       | Giuseppe Tonucci (83e) | + 3h 57' 04" |
| Bergklassement      | Vito Taccone           | ? punten     |
| Tweede              | Giorgio Zancanaro      | ? punten     |
| Derde               | Franco Bitossi         | ? punten     |
| Ploegenklassement   | Carpano                | ?            |
| Tweede              | ?                      | ?            |
| Derde               | ?                      | ?            |

In 1963 ging de 46e Giro d'Italia op 19 mei van start in Napels. Hij eindigde op 9 juni in Milaan. Er stonden 120 renners verdeeld over 12 ploegen aan de start. Hij werd gewonnen door Franco Balmamion.
Aantal ritten: 21

Totale afstand: 4058.0 km

Gemiddelde snelheid: 34.732 km/h

Aantal deelnemers: 120

## Belgische en Nederlandse prestaties
In totaal namen er 7 Belgen en 3 Nederlanders deel aan de Giro van 1963.

### Belgische etappezeges
- In 1963 was er geen Belgische etappezege.

### Nederlandse etappezeges
- In 1963 was er geen Nederlandse etappezege.

## Etappe uitslagen
| Datum                  | Etappe    | Parcours                          | Afstand | Eerste                     | Tweede                  | Derde                      | Klassementsleider      |
| ---------------------- | --------- | --------------------------------- | ------- | -------------------------- | ----------------------- | -------------------------- | ---------------------- |
| 19 mei                 | etappe 1  | Napels - Potenza                  | 182 km  | Vittorio Adorni (Ita)      | Edgard Sorgeloos (Bel)  | Franco Cribiori (Ita)      | Vittorio Adorni (Ita)  |
| 20 mei                 | etappe 2  | Potenza - Bari                    | 183 km  | Pierino Baffi (Ita)        | Rino Benedetti (Ita)    | Vendramino Bariviera (Ita) | Vittorio Adorni (Ita)  |
| 21 mei                 | etappe 3  | Bari - Campobasso                 | 252 km  | Jaime Alomar (Spa)         | Ernesto Bono (Ita)      | Graziano Battistini (Ita)  | Vittorio Adorni (Ita)  |
| 22 mei                 | etappe 4  | Campobasso - Pescara              | 210 km  | Guido Carlesi (Ita)        | Vito Taccone (Ita)      | Imerio Massignan (Ita)     | Diego Ronchini (Ita)   |
| 23 mei                 | etappe 5  | Pescara - Viterbo                 | 263 km  | Vendramino Bariviera (Ita) | Marino Fontana (Ita)    | Bruno Mealli (Ita)         | Diego Ronchini (Ita)   |
| 24 mei                 | etappe 6  | Bolsena - Arezzo                  | 192 km  | Vendramino Bariviera (Ita) | Aldo Pifferi (Ita)      | Mario Zanchi (Ita)         | Diego Ronchini (Ita)   |
| 25 mei                 | etappe 7  | Arezzo - Riolo Terme              | 173 km  | Nino Defilippis (Ita)      | Jaime Alomar (Spa)      | Giancarlo Ceppi (Ita)      | Diego Ronchini (Ita)   |
| 26 mei                 | etappe 8  | Riolo Terme - Salsomaggiore Terme | 203 km  | Adriano Durante (Ita)      | Loris Guernieri (Ita)   | Giuseppe Fezzardi (Ita)    | Diego Ronchini (Ita)   |
| 27 mei                 | etappe 9  | Salsomaggiore Terme - La Spezia   | 173 km  | Giorgio Zancanaro (Ita)    | Guido Carlesi (Ita)     | Gastone Nencini (Ita)      | Diego Ronchini (Ita)   |
| 28 mei                 | etappe 10 | La Spezia - Asti                  | 225 km  | Vito Taccone (Ita)         | Silvano Ciampi (Ita)    | Renzo Fontona (Ita)        | Diego Ronchini (Ita)   |
| 29 mei                 | etappe 11 | Asti - Oropa                      | 130 km  | Vito Taccone (Ita)         | Vittorio Adorni (Ita)   | Franco Balmamion (Ita)     | Diego Ronchini (Ita)   |
| 30 mei                 | etappe 12 | Biella - Leukerbad                | 214 km  | Vito Taccone (Ita)         | Vittorio Adorni (Ita)   | Giorgio Zancanaro (Ita)    | Franco Balmamion (Ita) |
| 31 mei                 | etappe 13 | Sierre - Saint-Vincent            | 152 km  | Vito Taccone (Ita)         | Giorgio Zancanaro (Ita) | Franco Balmamion (Ita)     | Franco Balmamion (Ita) |
| 1 juni                 | etappe 14 | Saint-Vincent - Cremona           | 260 km  | Marino Vigna (Ita)         | Rino Benedetti (Ita)    | Vendramino Bariviera (Ita) | Franco Balmamion (Ita) |
| 2 juni                 | etappe 15 | Mantua - Treviso                  | 155 km  | Franco Magnani (Ita)       | Dino Bruni (Ita)        | Antonio Bailetti (Ita)     | Franco Balmamion (Ita) |
| 3 juni was een rustdag |           |                                   |         |                            |                         |                            |                        |
| 4 juni                 | etappe 16 | Treviso - Treviso (tijdrit)       | 56 km   | Vittorio Adorni (Ita)      | Ercole Baldini (Ita)    | Diego Ronchini (Ita)       | Diego Ronchini (Ita)   |
| 5 juni                 | etappe 17 | Treviso - Gorizia                 | 213 km  | Vendramino Bariviera (Ita) | Battista Babini (Ita)   | Italo Zilioli (Ita)        | Diego Ronchini (Ita)   |
| 6 juni                 | etappe 18 | Gorizia - Belluno Nevegal         | 248 km  | Arnaldo Pambianco (Ita)    | Italo Zilioli (Ita)     | Franco Balmamion (Ita)     | Vittorio Adorni (Ita)  |
| 7 juni                 | etappe 19 | Belluno - Moena                   | 198 km  | Vito Taccone (Ita)         | Enzo Moser (Ita)        | Franco Balmamion (Ita)     | Franco Balmamion (Ita) |
| 8 juni                 | etappe 20 | Moena - Lumezzane                 | 240 km  | Guido Carlesi (Ita)        | Franco Bitossi (Ita)    | Graziano Battistini (Ita)  | Franco Balmamion (Ita) |
| 9 juni                 | etappe 21 | Brescia - Milaan                  | 136 km  | Antonio Bailetti (Ita)     | Rino Benedetti (Ita)    | Dino Bruni (Ita)           | Franco Balmamion (Ita) |

 winnaars · 
roze trui · 
  puntenklassement · 
  bergklassement · 
 jongerenklassement · 
 intergiro · 
 ploegenklassement · 
 strijdlust · 
 zwarte trui
Giro d'Italia Next Gen · Giro Donne · Cima Coppi
 Belgische rozetruidragers · etappewinnaars
 Nederlandse rozetruidragers · etappewinnaars
Mannen:
1909 · 
1910 · 
1911 · 
1912 · 
1913 · 
1914 · 
1919 · 
1920 · 
1921 · 
1922 · 
1923 · 
1924 · 
1925 · 
1926 · 
1927 · 
1928 · 
1929 · 
1930 · 
1931 · 
1932 · 
1933 · 
1934 · 
1935 · 
1936 · 
1937 · 
1938 · 
1939 · 
1940 · 
1946 · 
1947 · 
1948 · 
1949 · 
1950 · 
1951 · 
1952 · 
1953 · 
1954 · 
1955 · 
1956 · 
1957 · 
1958 · 
1959 · 
1960 · 
1961 · 
1962 · 
1963 · 
1964 · 
1965 · 
1966 · 
1967 · 
1968 · 
1969 · 
1970 · 
1971 · 
1972 · 
1973 · 
1974 · 
1975 · 
1976 · 
1977 · 
1978 · 
1979 · 
1980 · 
1981 · 
1982 · 
1983 · 
1984 · 
1985 · 
1986 · 
1987 · 
1988 · 
1989 · 
1990 · 
1991 · 
1992 · 
1993 · 
1994 · 
1995 · 
1996 · 
1997 · 
1998 · 
1999 · 
2000 · 
2001 · 
2002 · 
2003 · 
2004 · 
2005 · 
2006 · 
2007 · 
2008 · 
2009 · 
2010 · 
2011 · 
2012 · 
2013 · 
2014 · 
2015 · 
2016 · 
2017 · 
2018 · 
2019 · 
2020 · 
2021 · 
2022 · 
2023 · 
2024 · 
2025
Vrouwen:
1988 · 
1989 · 
1990 · 
1991 ·
1992 ·
1993 · 
1994 · 
1995 · 
1996 · 
1997 · 
1998 · 
1999 · 
2000 · 
2001 · 
2002 · 
2003 · 
2004 · 
2005 · 
2006 · 
2007 · 
2008 · 
2009 · 
2010 · 
2011 · 
2012 ·
2013 · 
2014 ·
2015 ·
2016 ·
2017 ·
2018 ·
2019 ·
2020 ·
2021 ·
2022 ·
2023 ·
2024 ·
2025